# Jean-Marie Aerts
Jean-Marie René Albert Aerts (Zeebrugge, 25 mei 1951 – Leuven, 20 april 2024) was een Belgisch rockgitarist en producer. Hij is vooral bekend geworden als lid van de Belgische band T.C. Matic en als producer van Urban Dance Squad en Jo Lemaire.

## Biografie

### Jeugd
Aerts werd geboren als zoon van een arts. Zijn eerste muzikale herinneringen waren Italiaanse zangers uit de jaren vijftig zoals Marino Marini. Aerts' vader speelde ook veel klassieke muziek op de piano. Aerts' aandacht ging ook naar geluiden in de plaatselijke vissershavens. Naar eigen zeggen was hij nogal auditief ingesteld en lette hij op omgevingsgeluiden die niemand anders hoort; zijn hond zou hem daarin bijstaan. Ook Franse zangers als Jacques Dutronc, Charles Trenet bevielen hem. Aerts begon op potten en pannen te drummen. Zijn eerste gitaar was volgens hem "onbespeelbaar", maar toen hij op zijn zestiende na een ongeluk met zijn bromfiets lange tijd in het ziekenhuis moest verblijven schonk zijn zus hem een bespeelbare Spaanse gitaar en een akkoordenboekje. Zo begon Aerts zich in het gitaarspelen te bekwamen en kon hij spoedig op het gehoor zijn gitaar afstemmen.

### Rock 'n' Roll
Toen de rock-'n-roll zijn intrede deed, was Aerts vooral onder de indruk van Vince Taylors donker gevaarlijke geluid. Later, op internaat in Gent begon hij te jammen met enkele vrienden die fans waren van de Rolling Stones. Aerts studeerde geneeskunde in die stad, maar stopte reeds na zes maanden. Een jaar later volgde hij filmschool aan het Rits in Brussel. Hij was echter veel liever in café Het Vermiljoen op de Zavel waar hij meer in contact kwam met muzikanten. Op zijn zeventiende was hij ook ondersteboven van het geluid van Jimi Hendrix' elektrische gitaar. Aerts roemde echter Jan Akkerman van de groep Focus meer als "de man die mij leerde gitaarspelen" om de eenvoudige reden dat hij naar Akkerman kon gaan kijken en niet naar Hendrix, Muddy Waters of John Lee Hooker. Aerts bewonderde ook Django Reinhardt en Lee "Scratch" Perry.

### Vroege carrière
Zijn eerste echte baan als gitarist kreeg hij in de Koninklijke Vlaamse Schouwburg in Brussel via Vincent Rouffaer. Deze klasgenoot uit het Rits, zoon van acteur Senne Rouffaer, vertelde Aerts dat zijn vader een gitarist nodig had voor het toneelstuk As You Like It van William Shakespeare.
Aerts studeerde ook één jaar lang notenleer, maar kon er tot aan zijn overlijden nog steeds niets mee.
Zijn eerste groep was Split van Luk Vankessel. Aerts experimenteerde graag met klanken en was naar eigen zeggen ook de eerste Belgische gitarist geweest die zijn versterker op maximaal volume draaide, puur voor het effect van de vervorming.

Met Raymond van het Groenewoud hadden we ooit een televisieopname op de toenmalige BRT. Ik gooide mijn versterker volledig open en meteen kwam er een technicus op me afgevlogen. (...) Hij weigerde mijn geluid op te nemen, maar Raymond steunde mij: hij hield er wel van. Hij speelde zelfs graag op mijn gitaar met mijn versterker. En hij schreef ook weleens nummers met mijn gitaarklank in gedachten: denk maar aan de vette klank van de riff van 'Meisjes'.
— Humo, nr. 3394, 20 september 2005

In 1974 werd Aerts door Raymond van het Groenewoud aangetrokken om Erik Van Neygen te vervangen in zijn band Louisette. Even later zou Louisette splitten, maar Aerts bleef voor van het Groenewoud spelen in zijn begeleidingsgroep Bien Servi. In 1979 speelde hij een tijdje bij Johan Verminnen, maar omdat hij meer vooruitgang zocht nam hij ontslag. Nog in 1979 speelde hij gitaar op de legendarische LP  Crapule de Luxe van Bert De Coninck.

### T.C. Matic
Succes kreeg Aerts pas als gitarist bij T.C. Matic, de groep van de destijds piepjonge Arno. Aerts beweert veel geleerd te hebben van Arno, vooral van diens openheid tegenover muziek en zijn hele attitude om Europees te klinken en niet Amerikaans. De groep werd een van de eerste grote Belgische rockbands en scoorde hits met de klassiekers Oh La La La en Putain Putain. Vooral Aerts' gitaar droeg mede bij tot het herkenbare en succesrijke geluid van de groep. Een internationale carrière zat er nochtans niet in, omdat België destijds er het management nog niet voor had.

### Solo
Na T.C. Matic begon Aerts een solocarrière met de groep JMX. Hij is ook producer geweest van onder meer Big Bill, Rick Tubbax & The Taxi's,De Kreuners, Absynthe Minded, De Div, Urban Dance Squad, Jo Lemaire, Elisa Waut, Tom Wolf, El Fish, La Fille d'Ernest, Kris De Bruyne en Gorki.
Tijdens optredens stond Aerts vaak enorm geconcentreerd en verdiept in zijn muziek te spelen. Hij verzamelde ook gitaren. Zo bezat Aerts onder meer een authentieke gitaar van blueslegende Robert Johnson.
In 2005 eindigde hij op nummer 507 in de Vlaamse versie van De Grootste Belg, buiten de officiële nominatielijst.
In 2023 werkte Aerts mee aan de voorstelling Exit Above van theatermaker Anne Teresa De Keersmaeker. Toen die laatste op zoek ging naar muziek voor een nieuwe voorstelling, kwam ze via een omweg uit bij Aerts. Toen ze vervolgens vond dat er een vrouwenstem ontbrak, contacteerde ze Meskerem Mees, die niet alleen wou zingen maar ook meedansen met de dansers van Rosas. Het vertrekpunt voor de muziek werd Walking Blues van Robert Johnson en in de voorstelling komen “het wandelen als oerbeweging en de blues als muzikale oorsprong elkaar tegen”. Exit Above was te zien in Théâtre National Wallonie-Bruxelles, Kaaitheater, De Munt, Opera Gent, De Singel, Theater Rotterdam, Cultuurcentrum Hasselt en in 2024 reist de productie voor verschillende voorstellingen naar Frankrijk en Spanje.

### Privéleven
Aerts woonde met zijn vrouw in Aarschot. Hij overleed in april 2024 op 72-jarige leeftijd.